# Homostola reticulata
Homostola reticulata là một loài nhện trong họ Cyrtaucheniidae. Loài này phân bố ờ Nam Phi.